# Mesosignum bathyalis
Mesosignum bathyalis är en kräftdjursart som beskrevs av Madhumita Choudhury och Brandt 2006. Mesosignum bathyalis ingår i släktet Mesosignum och familjen Mesosignidae. Inga underarter finns listade i Catalogue of Life.